# Gody weselne
Gody weselne – widowisko obrzędowe w 6 częściach (pierwotnie w 3 częściach a 11 sprawach) Leona Schillera. Jedno z kilkunastu widowisk sceniczno-muzycznych Leona Schillera. Znane także pod tytułem: Weselne gody.
Prapremiera odbyła się 9 sierpnia 1945 r. w Teatrze Ludowym im. W. Bogusławskiego w Lingen w opracowaniu muzycznym Kazimierza Hardulaka.
Opracowanie harmoniczne i instrumentalne misterium znane było już przed wojną (właśnie w wersji rozszerzonej, wystawianej w Warszawie w czasie okupacji). Niestety partytura ta nie zachowała się do czasów powojennych.
Premiera powojenna miała miejsce w Teatrze Wojska Polskiego w Łodzi (11 listopada 1948) w oprac. muz. Kazimiera Sikorskiego i Władysława Raczkowskiego, i z choreografią Barbary Fijewskiej.
Gody weselne były pierwszym przedstawieniem, które zrealizował Schiller w powołanym przez siebie teatrze w Lingen.
- Budowa utworu[4]:
  - Zrękowiny
  - Zaprosiny
  - Wieńczyny
  - Rozplety z siadanym
  - Noc Świętojańska – Sobótka
  - Akt Dożynkowy

## Ważniejsze realizacje[5]
- 1957 – Teatr Telewizji, reż. Ewa Bonacka.
- 1985 – Bałtycki Teatr Dramatyczny im. Juliusza Słowackiego w Koszalinie, reż. Jan Skotnicki, choreogr. Jan Pawlak, dyrygent: Ryszard Strzelecki, kapela ludowa pod kier. Wojciecha Szczeblewskiego.
- 1990 – Teatr Telewizji, reż. Jan Skotnicki, muz. Jerzy Dobrzański, scenografia: Adam Kilian.